# Ryūya Mura
Ryūya Mura (武良 竜也?, Mura Ryūya; 3 luglio 1996) è un nuotatore giapponese, specializzato nello stile rana.

## Biografia
Si è messo in mostra all'Universiade di Taipei 2017 dove ha vinto il bronzo nella stafetta 4x100 misti, con Kōsuke Hagino, Mamoru Mori, Yūki Kobori, Katsumi Nakamura, Shuhei Uno, Nao Horomura e Katsuhiro Matsumoto, senza scendere in acqua nella finale.
Ha rappresentato il Giappone ai Giochi olimpici estivi di Tokyo 2020, classificandosi 13º nei 100 m rana, 7º nei 200 m rana e 6º nella staffetta 4x100 m misti, dove ha realizzato il record asiatico della disciplina con il tempo di 3'29"91, assieme a Ryōsuke Irie, Naoki Mizunuma e Katsumi Nakamura.
Ai mondiali di Budapest 2022 ha ottenuto il 4º posto nei 200 m rana, terminando alle spalle dell'australiano Zac Stubblety-Cook, dello svedese Erik Persson e del connazionale Yū Hanaguruma. Nei 100 m rana è stato eliminato in semifinale con il 10º tempo. Nella staffetta 4x100 metri misti è stato eliminato in batteria con il 9º tempo, realizzato con Ryōsuke Irie, Naoki Mizunuma e Katsuhiro Matsumoto.

## Palmarès
- Universiadi

Taipei 2017: bronzo nella stafetta 4x100 misti;